# Dyszno
Dyszno (Duits: Ringenwalde) is een plaats in het Poolse district  Myśliborski, woiwodschap West-Pommeren. De plaats maakt deel uit van de gemeente Dębno en telt 213 inwoners.